# Karl Häußer
Karl Häußer, auch Karl Häusser, eigentlich Karl Heussenstamm, (* 16. April 1842 in Frankfurt am Main; † 5. Oktober 1907 in Pullach im Isartal) war ein deutscher Theaterschauspieler.

## Leben
Häußer, der Sohn eines Tischlers, dessen Mutter nach dem Tod ihres Mannes als Ankleiderin in einem Theater arbeitete, wollte zunächst gar nicht Schauspieler, sondern Bildhauer werden. Dazu besuchte er das Städelsche Kunstinstitut, wo er unter den Professoren Bäcker und Zwerger Unterricht im Modellieren erhielt. Da er damit nicht vorwärtskam, verlegte er sich auf die Ornamentik. In Mannheim, wo er als Skulpteur arbeitete, spielte er aber auch an Liebhabertheatern. Dies dann auch so erfolgreich, dass er 1861 doch noch beschloss Schauspieler zu werden.
Sein Debüt hatte er, nachdem er bei Theodor Vollmer vorgesprochen hatte (ohne eigentlich dramatischen Unterricht genommen zu haben), am Theater seiner Vaterstadt als „Brackenburg“, wo er dann als Volontär engagiert wurde. Trotzdem man sein Talent erkannte, bekam er nur zweite Liebhaberrollen zugeteilt.
1864, müde von dieser untergeordneten Beschäftigung, brannte er einfach durch und ging mit einer Wandergesellschaft auf Reisen, mit der er als erster Held und Liebhaber Harburg, Staade, Lüneburg, Winsen, Holmstedt, Uelzen, Buxtehude, Marienbrunn und andere Provinzstädte bereiste. 
1866 erhielt er ein fixes Engagement in Mainz. Dort sah ihn Heinrich Richter, der ihn nach München engagiert.
Am Hoftheater debütierte er als „Herzog Leopold“ in Anna Liese. Dessen Ensemble gehörte er bis zu seinem Tod an. Er war insbesondere in Rollen der feineren Salonkomik zu sehen. Erfolge feierte er als „Mephisto“, „Falstaff“, „Reif-Reiflingen“, „Doktor Striese“ etc.
Er wurde zum Ehrenmitglied des Hoftheaters ernannt. 1930 wurde im Münchner Stadtteil Englschalking die Häusserstraße nach ihm benannt.